# Itaguaí

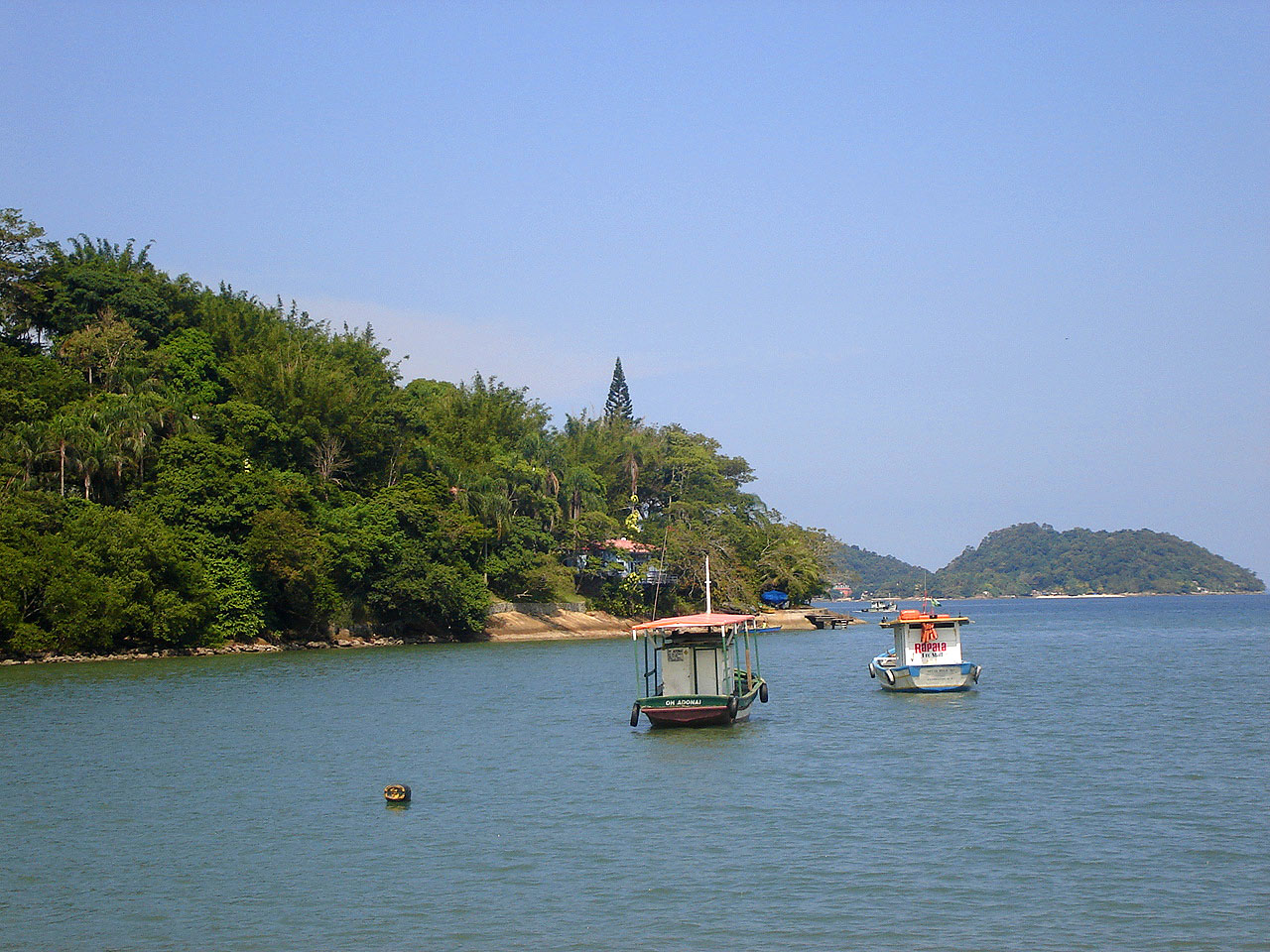
Ilha da Madeira, em Itaguaí.

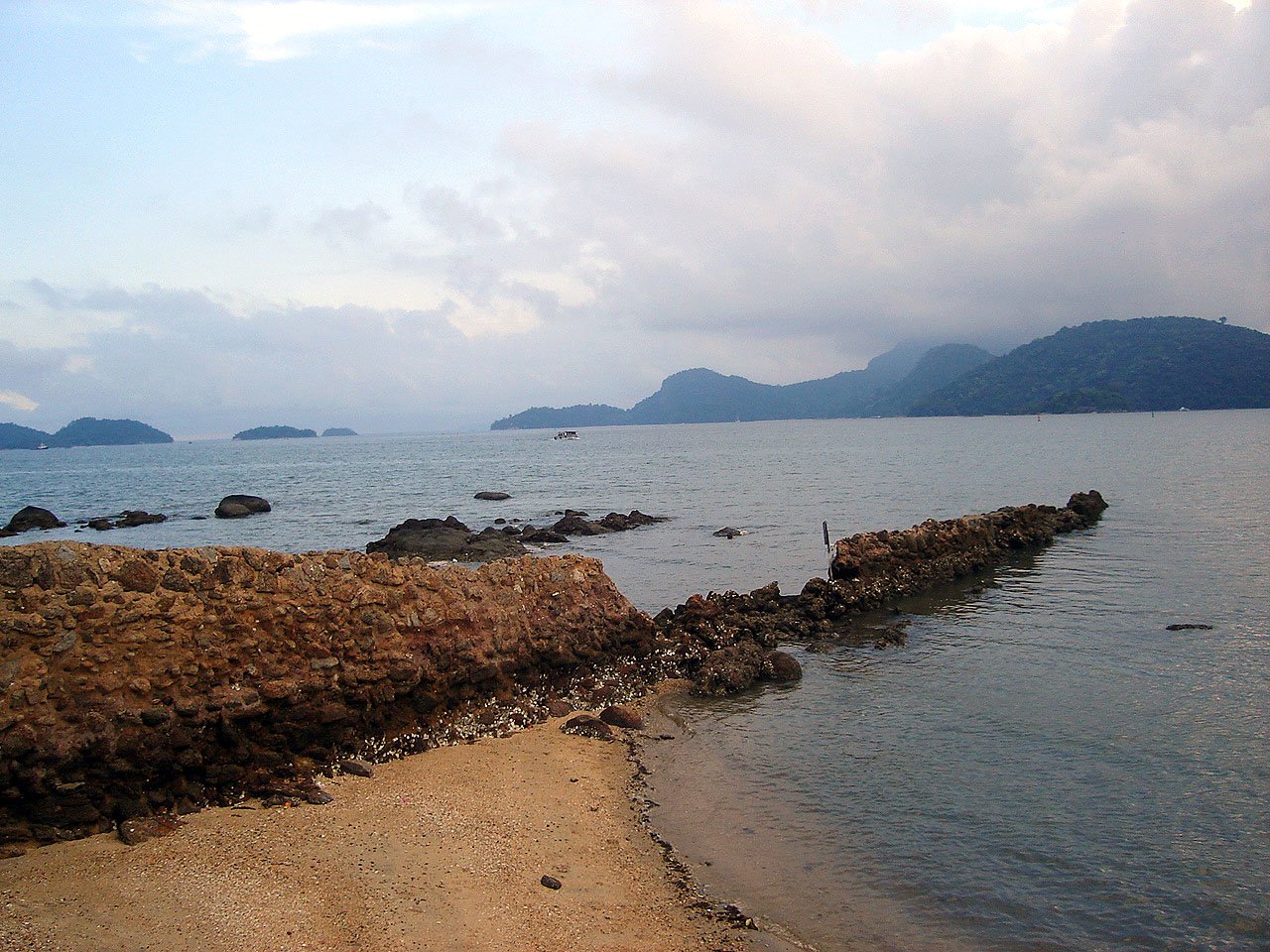
Baía de Sepetiba vista a partir da Ilha da Madeira.

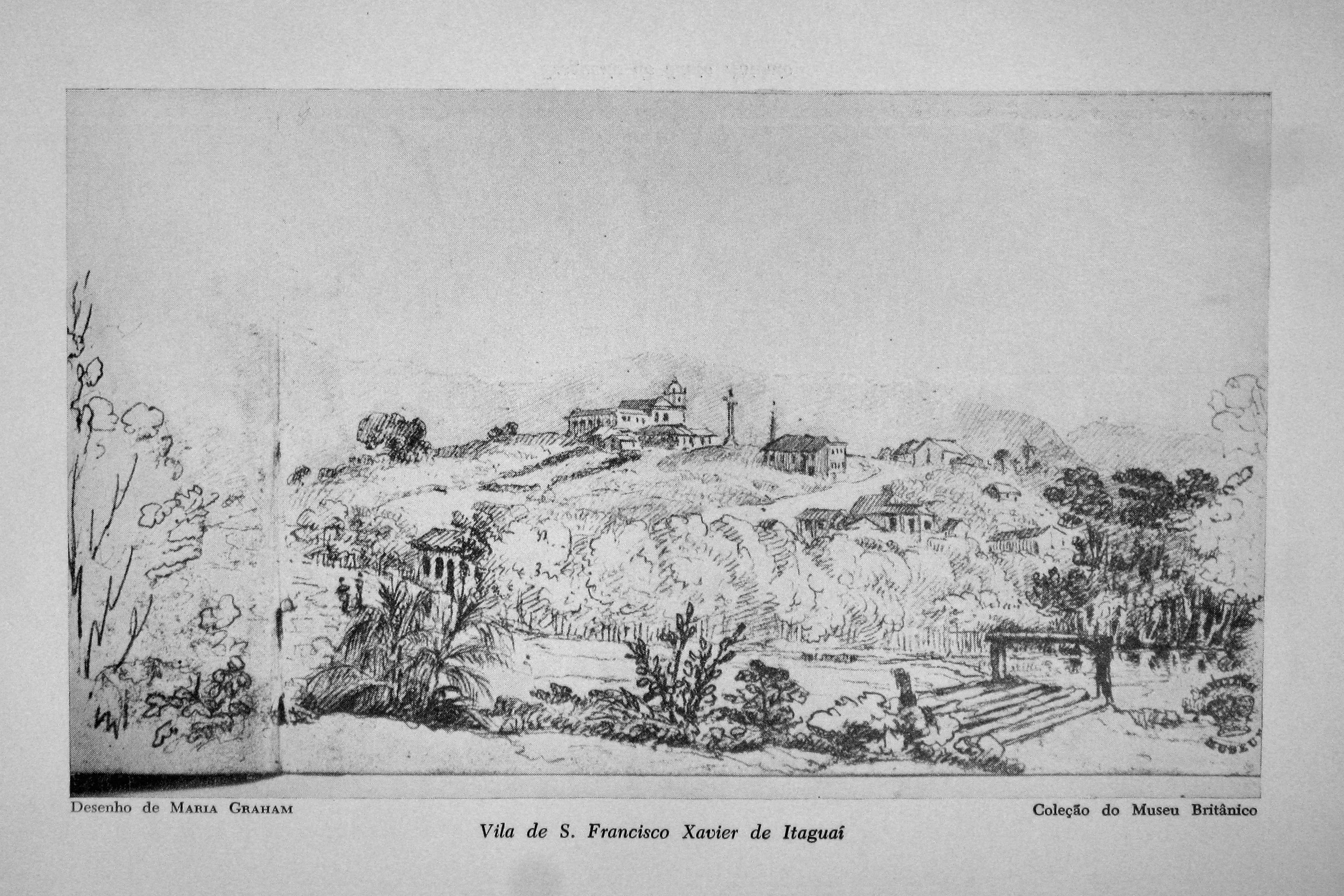
Gravura de 1823 retratando Itaguaí.

Itaguaí é um município da Região Metropolitana do Rio de Janeiro, no estado do Rio de Janeiro, no Brasil. Localiza-se a 73 quilômetros de distância da capital do estado. Ocupa uma área de 282 607 km², e sua população foi estimada no ano de 2023 em 116.841 habitantes pelo Instituto Brasileiro de Geografia e Estatística, sendo o 26º mais populoso do estado e o primeiro de sua microrregião. O seu índice de desenvolvimento humano é de 0,715, considerado como alto pelo Programa das Nações Unidas para o Desenvolvimento.

## Etimologia
O topônimo "Itaguaí" tem origem na antiga língua tupi e significa "rio da enseada da pedra", através da junção dos termos itá (pedra), kûá (enseada) e  'y (rio).

## História

### Primórdios
O território no qual está instalada a cidade de Itaguaí foi desbravado no século XVII, aproximadamente, pelos índios Jaguaremenon. A tribo dos itingas se desenvolveu, prosperou e passou a rechaçar a presença dos jesuítas, o que produziu vários conflitos. Num deles, um pequeno índio de dez anos foi ferido e pego por futuros brasileiros, sendo batizado com o nome de José Pires Tavares.
Tavares cresceu entre os futuros brasileiros mas sempre pensou em defender seu povo. Quando fez trinta anos, já casado com uma índia, embarcou rumo a Portugal buscando uma carta de proteção para Aldeia dos Itingas junto à Coroa Portuguesa. Foi recebido no Paço Real pela rainha Dona Maria I. Os futuros brasileiros, sabendo da alta chance de o indígena conseguir a proteção régia, não perderam tempo: atacaram a aldeia durante sua viagem, não distinguindo sexo ou idade. Os sobreviventes foram amarrados a barcos com furos e lançados ao mar, morrendo todos afogados.
José Tavares retornou de Portugal juntamente com o Conde de Resende tendo como ordem da Rainha dona Maria I que restituísse as terras dos indígenas. José Pires ainda reivindicou a posse efetiva das terras indígenas em 1804, tendo em vista a possível arrematação do Engenho de Taguay localizado dentro das mesmas. Morreu em 1805. O Engenho de Taguay foi arrematado por proprietários, entre eles Antônio Gomes Barroso (primeiro alcaide-mor de Itaguaí). Mesmo com esse fato, os nativos ainda permaneceram ali por algum tempo.

### Vila de Itaguaí
Após a barbárie, foi fundada pelos colonos a Vila de Itaguaí, que passou a ser uma rota de viagem padrão para os viajantes para São Paulo e para as Minas Gerais, o chamado "Caminho do Ouro" devido ao terreno pouco acidentado e transitável durante todo o ano, com poucos alagadiços e com bastante água para os animais. Por  volta de 1725, iniciou-se a construção deste caminho que ligava o Rio de Janeiro a São Paulo com o objetivo de encurtar a viagem exaustiva e perigosa que era feita por mar de Paraty ao porto do Rio, pois habitavam na Ilha Grande uma grande quantidade de corsários que assaltavam as embarcações que por ali passavam, o que quase sempre representava prejuízos à Coroa Portuguesa.
No século XIX, na famosa viagem onde seria dado o Grito de Independência do Brasil, Dom Pedro I parou na vila para pernoitar, alimentar e saciar seus cavalos, onde hoje chama-se Praça Dom Luís Guanela, próximo a Igreja Matriz de São Francisco Xavier.
Em 1844, foi fundado o distrito de Seropédica, cujo nome deriva da sericultura - criação do bicho da seda. Foi o início da primeira fábrica de tecidos de seda do Brasil.

### Cidade de Itaguaí

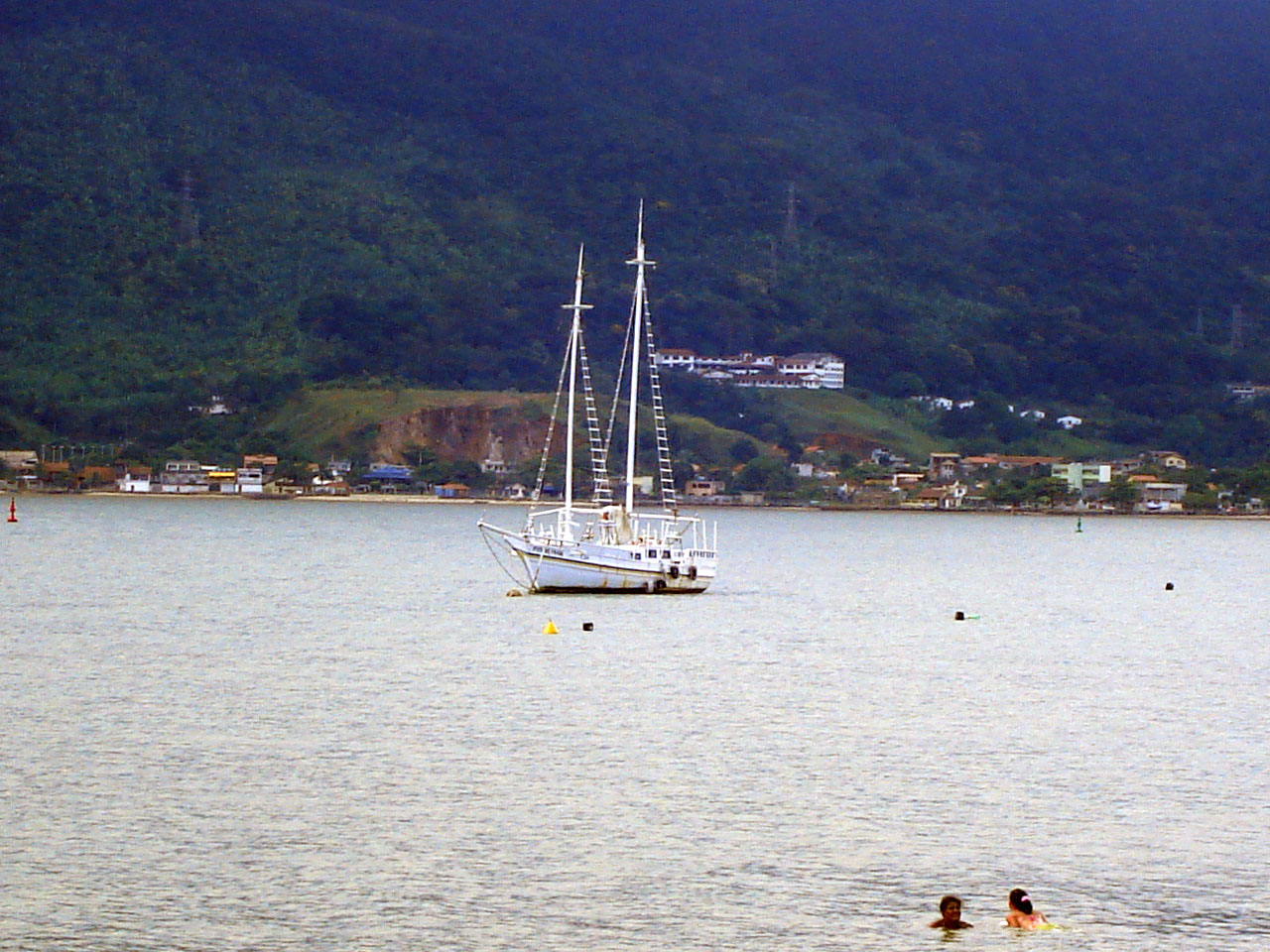
Saveiro na Baía de Sepetiba, entre Coroa Grande e a Ilha da Madeira, em Itaguaí.

Depois da Independência do Brasil, Itaguaí desenvolveu a sua agricultura, sendo, em tempos diversos, o maior produtor de milho, quiabo, goiaba, laranja e banana do Brasil. Recebeu inicialmente o uso de trabalho escravo de negros, que foi gradualmente substituído por mão de obra estrangeira, mais especificamente de japoneses, em 1938 e, em menor número, de alemães. Ainda hoje, é uma das maiores colônias japonesas do estado do Rio de Janeiro.
Em 1938, começou a ser construída a Universidade Federal Rural do Rio de Janeiro no distrito de Seropédica, utilizando-se as instalações de uma antiga fábrica de seda.
Até a década de 1950, a má administração pública gerou diversos problemas sociais, resultando em surtos recorrentes de malária, cólera e outras doenças erradicadas das cidades vizinhas. Tal fato trouxe má fama à cidade, que ganhou o apelido de "Município Abandonado".
A partir da década de 1960, a cidade começou a se industrializar com a construção de fábricas como a Ingá Mercantil (zinco), a Nuclep (material termonuclear) e de outras empresas no Distrito Industrial de Santa Cruz. Em 1960, o distrito de Paracambi foi emancipado da cidade e, em 1995, o distrito de Seropédica também se separou. Muitas partes do município também foram perdidas para Mangaratiba e para a cidade do Rio de Janeiro.
Na década de 1970, a cidade passou a ter ligação mais fácil com o litoral através da construção da Rodovia Rio-Santos.

### Itaguaí hoje
Itaguaí, hoje, é um município em grande crescimento. A Companhia Siderúrgica do Atlântico, que fica em Santa Cruz, bairro do Rio vizinho à cidade, promete dinamizar a economia local, além dos investimentos no Porto de Itaguaí. Novos portos privados, como o Porto Sudeste, com investimentos de mais de 2 000 000 000 de reais, estão por se instalar na cidade, além de estaleiros civil e militar. A Marinha Brasileira pretende construir submarinos em Itaguaí, inclusive atômico, em parceria com o governo francês e estabelecer uma base naval.
Na história recente, são destaques os problemas advindos da falida fábrica de zinco Ingá Mercantil, cujos dejetos químicos abandonados causam graves problemas ecológicos. A compra do terreno da Ingá Mercantil pela siderúrgica Usiminas promete dar fim a este passivo ambiental.

### Operação Gafanhotos
A Operação Gafanhotos foi uma investigação realizada pela Polícia Federal , que deveria ter sido feita em sigilo, mas equivocadamente tornou-se pública. Tinha o objetivo de investigar se havia atividades criminosas sendo realizadas por políticos, no município de Itaguaí, estado do Rio de Janeiro. Ainda nada foi provado e a investigação segue, mas o caso indica que o então prefeito Luciano Mota, junto a teus assessores teriam desviado verbas públicas para usufruto de carros e casas luxuosas. O caso foi divulgado pelas grandes mídias em 2014.

## Geografia
O município de Itaguaí está localizado no estado do Rio de Janeiro, na região compreendida entre a Baixada Fluminense e a Costa Verde. Situa-se a uma latitude 22° 51' 07" S e 43° 46' 30" O, e a uma distância de 73 quilômetros da capital fluminense. Limita-se com os municípios do Rio de Janeiro e Seropédica a leste, com Piraí e Paracambi ao norte, e com Rio Claro e Mangaratiba a oeste. Por fim, é banhado, ao sul, pela Baía de Sepetiba. Estende-se por uma área de 275 km², estando a uma altitude de 15 metros do nível do mar. Além da porção continental do município de Itaguaí, parte do seu território compreende ilhas e ilhotas da Baía de Sepetiba, como a Ilha dos Martins, Ilha da Madeira (hoje ligada à porção continental do município, sendo também um de seus bairros), Ilha das Cabras, Ilha do Gado e Ilha das Ostras. Também pertencem ao seu território a parte leste da Ilha de Itacuruçá e a parte central da Restinga da Marambaia. Segundo a contagem da população realizada em 2011 pelo Instituto Brasileiro de Geografia e Estatística, Itaguaí possuía 111 171 habitantes.

### Clima
O clima da região é classificado como Aw (verão chuvoso com inverno seco) segundo a classificação de Köppen(1938). O período de maior pluviosidade concentra-se entre dezembro e janeiro, podendo estender-se até março, enquanto o período seco estende-se de maio a setembro, sendo a pluviosidade média de 1 500 milímetros por ano. A umidade relativa média anual é de 75 por cento, com insolação total média anual de 2 162,7 horas. A nebulosidade mensal varia de 4,3 a 7,1 em escala que vai de 0 a 10, segundo a estação de Ecologia Agrícola em Seropédica.

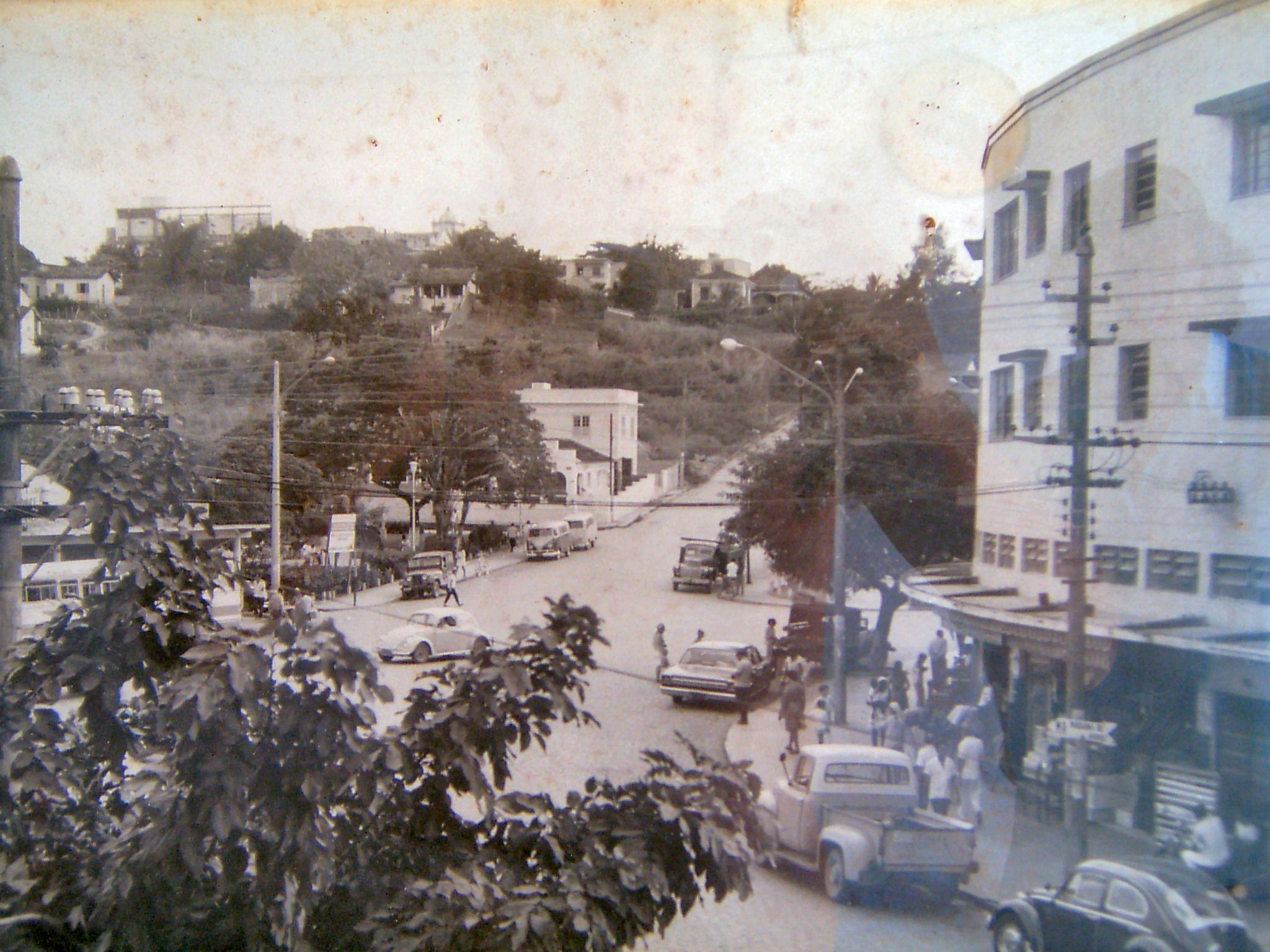
Praça central de Itaguaí na década de 1970

| Mês                        | Jan   | Fev   | Mar   | Abr   | Mai  | Jun  | Jul  | Ago  | Set  | Out  | Nov   | Dez   |
| -------------------------- | ----- | ----- | ----- | ----- | ---- | ---- | ---- | ---- | ---- | ---- | ----- | ----- |
| Maior temperatura °C       | 32    | 33    | 32    | 29    | 28   | 27   | 27   | 28   | 28   | 28   | 29    | 31    |
| Menor temperatura °C       | 22    | 23    | 22    | 20    | 18   | 16   | 16   | 17   | 18   | 19   | 20    | 21    |
| Precipitação mm            | 195.1 | 144.9 | 149.7 | 109.2 | 56.4 | 37.9 | 30.7 | 42.1 | 62.3 | 93.6 | 118.1 | 184.9 |
| Fonte: Weather Underground |       |       |       |       |      |      |      |      |      |      |       |       |

### Relevo e hidrografia
O relevo de Itaguaí é caracterizado por duas regiões distintas: a das montanhas e a das planícies. O município está totalmente inserido na Bacia da Baía de Sepetiba. Ao norte e a oeste, encontram-se as grandes elevações, estendendo-se a região plana ao sul e a leste onde predominam terrenos alagadiços e pantanosos. A Serra do Mar delimita o município com Rio Claro, Piraí e Paracambi. As principais serras são as de Itaguaí, Caçador, Matoso, Guarda Grande, Pouso Frio e Mazomba. Nos limites com o município de Rio Claro, localiza-se o ponto culminante do município, com 1 136 metros de altitude.
A região hidrográfica de Itaguaí abrange duas bacias, a do Rio Mazomba e a do Rio da Guarda. A Bacia do Rio Mazomba-Cação abrange cerca de 96 quilômetros quadrados, confronta-se a leste com a Bacia do Rio da Guarda e a oeste com bacias da região hidrográfica do Litoral Oeste. O Rio Mazomba nasce a 1 080 metros de altitude, na Serra da Mazomba, e corre por cerca de 26 quilômetros, passa a ser denominado de Rio Cação à montante de seu desvio pela margem esquerda, onde tem início o Canal de Arapucaia ou do Martins. O fluxo do rio segue pelo Rio Cação até desaguar em um manguezal situado na face oeste da ilha da Madeira.

### Vegetação
Dentre os tipos de vegetação nativa remanescentes em seu território e os diferentes usos do solo, estão floresta densa e em estágio médio de regeneração, floresta em estágio inicial de regeneração; comunidades vegetais de afloramento rochoso, comunidades vegetais de restinga; vegetação de mangue; vegetação de mangue degradado; campo/pastagem; áreas inundadas e inundáveis; reflorestamento; áreas agrícolas; solos exposto e áreas urbanas.
O Parque Estadual Cunhambebe abrange parte do seu território. A unidade de conservação foi criada em 2008.

## Subdivisões
Itaguaí possui dois distritos: Itaguaí (distrito-sede), localizado na região sul, onde está a área urbana do município; e Ibituporanga (antigo Caçador), distrito rural que se estende até o extremo norte do território municipal. A cidade está dividida em 41 bairros.

## Demografia
A população de Itaguaí estimada pelo Instituto Brasileiro de Geografia e Estatística em 2019 foi de 133,019 habitantes, com uma densidade demográfica aproximada de 482 habitantes por quilômetro quadrado. Em 2010, a população do município segundo o Instituto Brasileiro de Geografia e Estatística era de 109 163 habitantes, o que lhe classificava na 25ª posição a nível estadual. De acordo com o censo de 2010, 54 409 habitantes eram homens e 54 682 habitantes eram mulheres. Ainda de acordo o mesmo censo, 104 209 habitantes viviam na zona urbana (95,52%) e 4 882 na zona rural (4,47%). A densidade demográfica, que é uma divisão entre a população e sua área, era de 403 habitantes por quilômetro quadrado.

### Religião e Etnias
Dados do Censo 2000, realizado pelo Instituto Brasileiro de Geografia e Estatística, apontou que o percentual de católicos em Itaguaí era de aproximadamente 43%, a grande maioria. Os protestantes compunham a pesquisa com aproximadamente 30% de praticantes. Os sem religião aparecem com 23%. As demais crenças contabilizavam 4%.
Conforme o censo de 2010 realizado pelo IBGE, a população itaguaiense é formada por brancos (39,23,53%), pardos (49,51%), pretos (10,11%) e amarelos (1,02%). Estes dados refletem a diversidade cultural e religiosa do município, indicando também uma presença significativa de outras expressões religiosas menores, como o budismo, hinduísmo, espiritismo, testemunhas de jeová, feitiçaria moderna, e novos movimentos religiosos que começam a estabelecer uma presença na região.

## Política
O poder executivo do município de Itaguaí é representado pelo prefeito e seu gabinete de secretários, seguindo o modelo proposto pela Constituição Federal. O primeiro prefeito eleito municipal foi Domingos Acácio de Oliveira, que esteve no cargo entre 1923 e 1925. Em 30 mandatos, 29 prefeitos já governaram o município, sendo o mais recente deles Luciano Carvalho Mota. Ele foi eleito para o cargo de prefeito itaguaiense nas eleições municipais realizadas em todo o Brasil no ano de 2012, porém, em 31 de março de 2015, foi afastado em medida liminar pelo Tribunal Regional Federal devido ao processo da Polícia Federal na Operação Gafanhotos. Weslei Pereira, então vice-prefeito, assumiu a prefeitura na mesma data. No dia 8 de julho de 2015, a Câmara de Vereadores de Itaguaí cassou o mandato de Luciano Mota, exatamente no dia do seu aniversário. O prefeito eleito em 2024 não assumiu o mandato, vez que sua candidatura está sub judice. O atual Presidente da Câmara de Vereadores, Haroldo Rodrigues Jesus Neto, assumiu interinamente o executivo municipal.
O poder legislativo é representado pela câmara municipal, composta por 11 vereadores eleitos para cargos de quatro anos.
De acordo com o Tribunal Superior Eleitoral, Itaguaí possuía, em novembro de 2011, 81 086 eleitores, o que representa 0,7% dos eleitores do estado do Rio de Janeiro. Esse número, por ser inferior a duzentos mil, faz com que não haja segundo turno no município.

## Economia
O produto interno bruto de Itaguaí é o primeiro maior de sua microrregião e o 18º do estado. De acordo com dados do IBGE, relativos a 2008, o PIB do município era de R$ 2 966 911 mil. O produto interno bruto per capita é de  28 661,65 reais, sendo que 286 832 mil eram de impostos sobre produtos líquidos de subsídios a preços correntes.
O setor terciário é o mais relevante da economia de Itaguaí. De todo o produto interno bruto da cidade, 2 085 652 mil reais é o valor adicionado bruto da prestação de serviços. O setor secundário vem em seguida. 221 187 mil reais do produto interno bruto municipal são do valor adicionado bruto da indústria. Por sua vez, a agropecuária rende 13 550 mil reais ao produto interno bruto itaguaiense. No município, destaca-se a produção de banana, cana-de-açúcar, feijão, mandioca e milho, além da criação de caprinos, galináceos, muares, ovinos e suínos. Segundo o Instituto Brasileiro de Geografia e Estatística, em 2010 o município possuía um rebanho de 11 277 bovinos, 510 equinos, 1160 suínos, 118 caprinos, 7 asininos, 138 muares, 40 bubalinos, 205 ovinos, 4 000 galinhas, galos, frangos e pintinhos. Ainda no mesmo ano, Itaguaí produziu 1 163 000 de litros de leite, 10 000 dúzias de ovos de galinha e 5 000 quilos de mel.

### Indústria
O município de Itaguaí tem experimentado um crescimento econômico com a ascensão do Porto de Itaguaí e de empreendimentos na vizinhança, que tem atraído novos moradores. Desde a inauguração do então Porto de Sepetiba, a localização de Itaguaí adquiriu um caráter estratégico, sobretudo para aquelas atividades voltadas diretamente para a exportação. Um trabalho do Centro de Informações e Dados do Rio de Janeiro apontou Itaguaí como o terceiro município mais bem localizado do estado, justamente por ofertar uma série de vantagens locacionais às empresas ali instaladas.
Itaguaí reúne aspectos favoráveis para a produção industrial de alimentos, para a fabricação de produtos eletrônicos, cimento, peças de amianto, material elétrico leve, mobiliário e produtos químicos. A instalação do porto também vem abrindo novas possibilidades na área de serviços portuários.
Em Itaguaí, encontra-se instalada, também, a Nuclep, única empresa nacional capaz de produzir componentes de grande porte e alta tecnologia para geração de energia nuclear. A própria Nuclep justifica sua localização em Itaguaí pelas excelentes condições logísticas oferecidas: próxima à Rio-Santos, cortada pelo ramal ferroviário de Mangaratiba e com acesso ao mar tanto através de seu próprio porto como pelo Porto de Itaguaí.

### Comércio

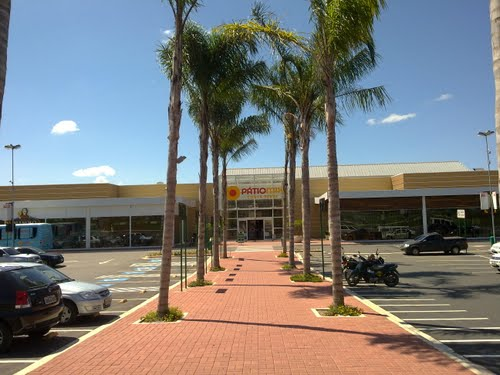
Entrada do shopping PátioMix Costa Verde

Concentrado principalmente no Centro, no entorno da Rua Doutor Curvelo Cavalcanti, o comércio do município tem apresentado grande crescimento nos últimos anos devido ao aumento de renda da população.
A cidade conta com dois shoppings: o Itaguaí Shopping Center, fundado em 1999; e o PátioMix Costa Verde, fundado em 2010, às margens da rodovia Rio-Santos. Ainda há um terceiro em construção: o Shopping Park Estrela do Céu.

## Educação
| Ensino pré-escolar | 3304  | 281  | 49 |
| Ensino fundamental | 20307 | 1224 | 66 |
| Ensino médio       | 5565  | 389  | 17 |

O município de Itaguaí possuía, em 2009, aproximadamente 29 176 matrículas e 132 escolas nas redes públicas e particulares entre os ensinos pré-escolar, fundamental e médio.
Segundo dados do Instituto Nacional de Estudos e Pesquisas Educacionais Anísio Teixeira (INEP) e do Ministério da Educação (MEC), o índice de analfabetismo no ano de 2000 era mais frequente entre pessoas acima de 25 anos de idade (10,3%), enquanto a faixa etária entre quinze e dezessete anos possuía a menor taxa (1,9%). A taxa bruta de frequência à escola passou de 64,5% em 1991 para 85,2% em 2000. 2135 habitantes possuíam menos de 1 ano de estudo ou não contava com instrução alguma.
A demanda por profissionais qualificados com a chegada dos novos empreendimentos industriais fez com que fosse criada mais uma unidade de ensino técnico e graduação do CEFET-RJ em Itaguaí com cursos diretamente voltados para a área portuária - Técnico em operações portuárias, Técnico em Mecânica e graduação em Engenharia Mecânica e Engenharia de Produção. Também foi inaugurado um novo centro de formação profissional do SENAI em parceria com a siderúrgica Thyssenkrupp, instalada próxima à região.

### Saúde
De acordo com o Instituto Brasileiro de Geografia e Estatística, Itaguaí possuía, em 2009, 51 estabelecimentos de saúde, sendo 25 públicos e 26 privados.

### Segurança pública e serviços
O município de Itaguaí fazia parte, no campo da segurança pública, da área de responsabilidade da 5ª Companhia do 24º Batalhão de Polícia Militar, sediada no Centro do município. A distância entre tais municípios e a sede do Batalhão trazia frequentes problemas quanto ao atendimento aos anseios da população local. O decreto Estadual nº 15.458, de 17 de setembro de 1990, criou o 27º Batalhão de Polícia Militar, cujo aquartelamento foi inaugurado em 15 de fevereiro de 1991, situado no Distrito Industrial de Santa Cruz. Entretanto, devido a reorganização operacional da Polícia Militar, por orientação da Secretaria Estadual de Segurança Pública, o município voltou à se subordinar ao 24º BPM no ano de 2009 que, desde então, atua em conjunto com a 50ª Delegacia de Polícia Civil no combate ao crime e estabelecendo a ordem pública na cidade.
A 2 de outubro de 2014, através da Resolução de nº 815, a Secretaria de Estado de Segurança Pública decidiu pelo desmembramento da área do 24º BPM, sendo criado o 42º Batalhão de Polícia Militar, com sede em Itaguaí, responsável, ainda, pelo município de Seropédica, onde será instalada sua 2ª Companhia.
Como na maioria dos municípios brasileiros, a criminalidade ainda é um problema em Itaguaí. Em 2008, Itaguaí ocupava a 33ª posição na lista dos municípios mais violentos do Brasil, e o 4º mais violento do estado com uma taxa média de homicídios de 75,6 para cada cem mil habitantes segundo dados do "Mapa da Violência dos Municípios" divulgado pela Rede de Informação Tecnológica Latino-Americana (RITLA). Se comparado ao período compreendido entre os anos de 2006 e 2008, a taxa de homicídios que, era de 58,9, cresceu.
Na área de Defesa Civil, atende ao município um Destacamento do 10º Grupamento de Bombeiro Militar, sediado próximo à RJ-099. O serviço de abastecimento de água de toda o município é feito pela Companhia Estadual de Águas e Esgotos do Rio de Janeiro (CEDAE), enquanto a responsável pelo abastecimento de energia elétrica em Itaguaí é a Light
Ainda há serviços de internet discada e banda larga (ADSL) sendo oferecidos por diversos provedores de acesso gratuitos e pagos. O serviço telefônico móvel, por telefone celular, é oferecido por diversas operadoras. O código de área (DDD) de Itaguaí é o 21 e o Código de Endereçamento Postal (CEP) da cidade é  23800-001 a 23859-999   .

### Transportes
O município é cortado pela Rio-Santos, que o liga a Mangaratiba a oeste, e ao Rio de Janeiro a leste. Comunica-se também com o município de Seropédica pela Estrada de Piranema e pela BR-493 a nordeste. Contudo, há outras vias de menor importância que ligam Itaguaí aos seus municípios vizinhos ou, até mesmo, a suas localidades distantes da cidade. Em Ibituporanga (antigo Caçador), distrito rural no extremo norte de Itaguaí, passa a Rodovia Presidente Dutra ao longo dos limites municipais Itaguaí-Seropédica e Itaguaí-Paracambi. Também existe um grande número de ruas e avenidas importantes na zona urbana do município.
O ônibus, através do Terminal rodoviário de Itaguaí, é o principal meio de transporte para chegada e saída de visitantes à cidade. Atualmente a prefeitura mantém linhas de transporte circular urbano e rural, além das linhas operadas pela empresa Real Rio. Esteve em funcionamento entre os anos de 1911 e 1990, uma estação ferroviária em Itaguaí, pertencente ao Ramal de Mangaratiba da Estrada de Ferro Central do Brasil e à Linha Itaguaí da Companhia Brasileira de Trens Urbanos. Com os investimentos da Companhia Siderúrgica do Atlântico no distrito industrial de Santa Cruz, estão previstos estudos para restabelecer esta linha de trem de passageiros.
Dentre as obras realizadas para melhoria do transporte na região é a duplicação da rodovia Rio-Santos, que inclui três passagens inferiores, cinco viadutos, alargamento de nove pontes e passarela de pedestres.
Itaguaí também é o ponto inicial do Arco Metropolitano do Rio de Janeiro, que liga o Porto de Itaguaí à BR-101 no trecho de Manilha, em Itaboraí, contornando a Baía de Guanabara. O arco ampliou o acesso ao porto, introduzindo novos vetores de expansão urbana e viabilizando novos empreendimentos.

## Cultura

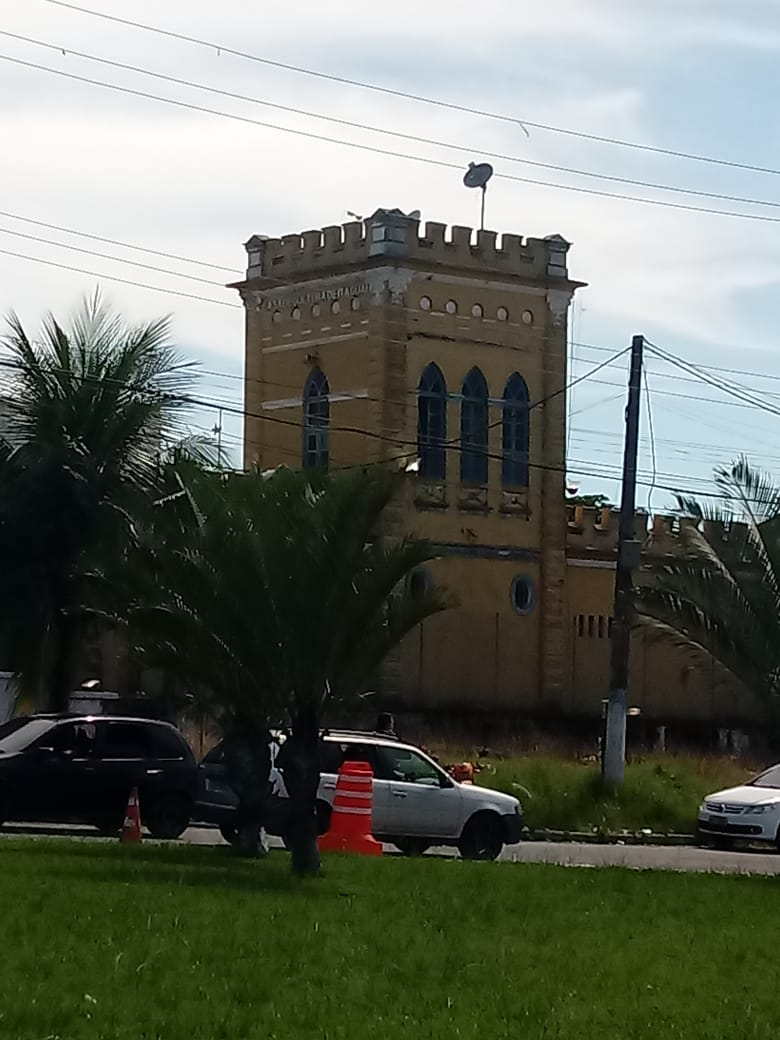
Biblioteca Municipal Machado de Assis, no castelo da antiga Estação Ferroviária de Itaguaí.

### Turismo e eventos
Durante a semana do dia 5 de julho, ocorre a Expo de Itaguaí, que é uma exposição agropecuária da região que inclui comidas típicas, e shows diários, incluindo banda gospel e artistas do momento atraindo não somente moradores de cidades vizinhas como Mangaratiba, Seropédica e de bairros da zona oeste do Rio de Janeiro, como também de todo o estado.
Apesar de não possuir os mesmo potencial turístico que os outros municípios da Costa Verde, as praias da Ilha da Madeira, Coroa Grande e a Ilha do Martins são muito visitadas principalmente no verão. E, apesar de incipiente, Itaguaí oferece diversas atividades ligadas ao ecoturismo. Dentre elas, caminhadas e banhos de cachoeira como a dos rios Mazomba, Itinguçú e Itimirim. Outra boa opção de diversão é fazer trilhas pelas serras, como a Serra da Calçada com as famosas placas de bronze e o Mirante do Imperador, porém recomenda-se que essas trilhas sejam feitas apenas com a companhia de guias e conhecedores dos lugares. Existem outros potenciais, como o turismo de negócios, explorado apenas pelos Hotéis Pierre e Charles e o turismo histórico: a cidade tem construções que datam do século XVIII.
Os famosos sítios de lazer: Jonosake, Bumerangue, Cantinho da Roça, Caminho da Roça, Recanto da Serra e dos Netinhos, são alguns exemplos de lazer e entretenimento estabelecidos na cidade que de outubro a dezembro, recebem mais de 10 mil pessoas diariamente. Essa força econômica proporciona trabalho e renda para a população local, reforçando assim o Turismo Rural.

### Carnaval
No carnaval, onde o de Itaguaí vem engatinhando, existem as escolas de samba Acadêmicos de Itaguaí, recentemente fundada no ano de 2015 e apadrinhada da Acadêmicos de Santa Cruz, em que muitos itaguaienses desfilam e ainda Renascer de Itaguaí e Marreco de Vila Geni., mas o carnaval forte mesmo são os desfiles dos blocos de rua em diversos pontos do município.

### Esportes
No campo dos esportes, a cada ano surgem, em Itaguaí, adeptos de esportes nada populares em terras brasileiras, o rúgbi representado pelo Itaguaí Rugby e o beisebol representado pelo Bunka, ambos com equipes estaduais e este último com estádio próprio. A cidade é celeiro de jogadores de futebol, como: Gilson Gênio, Gilcimar Wilson Francisco, Júlio César da Silva e Souza e Reinaldo da Cruz Oliveira Nascimento. E já foi destaque no voleibol, chegando a conquistar o campeonato juvenil de clubes no ano de 1986 com a equipe do professor Joaquim Inouê. O futsal é outro esporte que também se destaca no município. Durante o ano Itaguaí conta com diversos campeonatos, organizados pela prefeitura do município através da secretaria de esportes. As principais equipes de futsal da cidade são: Areal, Ito e Kinder (campeão municipal 2013). A principal equipe de futebol da cidade é o Itaguaí Atlético Clube, agremiação esportiva fundada em 18 de dezembro de 1947, que estreou na Terceira Divisão de Profissionais do Carioca em 1987.

### Feriados municipais
Em Itaguaí, existem dois feriados municipais: o dia de aniversário de fundação da cidade, comemorado em 5 de julho; e o dia do padroeiro São Francisco Xavier, em 3 de dezembro. De acordo com a lei federal nº 9.093, aprovada em 12 de setembro de 1995, os municípios podem ter no máximo quatro feriados municipais, já incluso neste a Sexta-Feira Santa.

## Itaguaí na mídia
O famoso conto do escritor Machado de Assis, O Alienista, tornou conhecida a cidade de Itaguaí. Na história, o médico Simão Bacamarte abre uma casa de loucos onde interna toda a população da cidade. O fundador da Academia Brasileira de Letras também faz referência a Itaguaí no romance Dom Casmurro.

## Itaguaienses famosos
- Antônio Luís von Hoonholtz, o Barão de Tefé.
- Quintino Bocaiúva, político.
- Cláudio Velho da Mota Maia, o Conde de Mota Maia, médico pessoal de D. Pedro II.
- Thiago Mabel, Ator, Roteirista, Primeiro Ator a Produzir a Primeira Websérie de Itaguaí, O Mesmo Céu.
- Bidu Sayão, cantora lírica.
- João Baptista da Costa, pintor.
- Gilson Gênio, Jogador e Treinador de Futebol.
- Guilherme "Cachorrão" Costa, Nadador.[55]
- Ronaldo Nazário, Jogador de Futebol.